# Sergio Ahumada
Sergio Ahumada Bacho (* 2. Oktober 1948 in Coquimbo) ist ein ehemaliger chilenischer Fußballspieler. Er spielte unter anderem für CSD Colo-Colo sowie Unión Española und schaffte mit beiden Vereinen den Einzug ins Endspiel um die Copa Libertadores. Weiterhin nahm er mit der Nationalmannschaft seines Heimatlandes an der Weltmeisterschaft 1974 in Deutschland teil.

## Karriere

### Verein
Sergio Ahumada, geboren 1948 in Coquimbo, begann mit dem Fußballspielen bei Deportes La Serena, wo er 1966 in der ersten Mannschaft debütierte. Deportes La Serena blieb der Angreifer bis 1969 mit einer kurzen Unterbrechung treu und machte in dieser Zeit 58 Ligaspiele mit vierzehn Toren für den Verein. Zur Saison 1970 wurde Ahumada von CSD Colo-Colo aus der Hauptstadt Santiago verpflichtet, wo er die nächsten fünf Jahre verbrachte und die wohl erfolgreichste Zeit seiner spielerischen Karriere erlebte. Gleich in seiner ersten Saison bei Colo-Colo gelang der Gewinn der chilenischen Fußballmeisterschaft, nachdem man in der Primera División punktgleich mit Unión Española war, sich im Meisterschaftsentscheidungsspiel mit 2:1 durchsetzen konnte. 1972 folgte eine erneute Meisterschaft. Mit dieser war der Verein auch für die Copa Libertadores 1973 qualifiziert. Dort konnte man die zweite Gruppenphase als Erster vor Club Cerro Porteño aus Paraguay sowie Botafogo FR aus Brasilien beenden, nachdem man sich zuvor bereits in der ersten Gruppenphase durchgesetzt hatte. Als erster chilenischer Verein überhaupt zog Colo-Colo Santiago ins Endspiel um die Copa Libertadores ein und traf dort auf den argentinischen Klub Independiente Avellaneda. Nachdem sowohl Hin- als auch Rückspiel unentschieden ausgegangen waren, musste ein Entscheidungsspiel über den Libertadores-Sieger entscheiden. Hier gelang Independiente mit einem 2:1-Erfolg der Titelgewinn.
Sergio Ahumada spielte noch bis ins Jahr 1974 für Colo-Colo und brachte es insgesamt auf 107 Spiele mit 41 Toren für den Rekordmeister Chiles. Danach ging er für ein Jahr zu Unión Española, wo in diesem einen Jahr sogleich der für Ahumada dritte Gewinn der Meisterschaft von Chile gelang. Weiterhin zog er mit Unión Española ins Endspiel der Copa Libertadores 1975 vor und war somit auch bei der zweiten Finalteilnahme einer chilenischen Mannschaft in diesem Wettbewerb dabei. Und wieder hieß der Gegner Independiente Avellaneda. Dabei konnte Unión Española das Hinspiel durch ein Tor von Sergio Ahumada drei Minuten vor Spielende mit 1:0 für sich entscheiden. Im Rückspiel siegte Independiente dann aber mit 3:1 und erzwang so ein Entscheidungsspiel. Dieses gewannen die argentinischen Seriensieger dann mit 2:0 und konnten sich zum vierten Mal in Folge die Copa Libertadores sichern. 
Nach einem durchaus erfolgreichen Jahr bei Unión Española verließ Sergio Ahumada seine chilenische Heimat und ging nach Mexiko zu Estudiantes Tecos. Nach einem Jahr kehrte Ahumada nach Chile zurück und spielte fortan für Everton de Viña del Mar. Dabei gelang 1976 der Gewinn der Meisterschaft, die vierte für Sergio Ahumada und dritte für Everton de Viña del Mar. Insgesamt spielte Sergio Ahumada von 1976 bis 1978 für Everton de Viña del Mar und machte in dieser Zeit 76 Ligaspiele mit dreißig Toren. Von 1979 bis 1980 stand der Stürmer bei CD O’Higgins in Rancagua unter Vertrag, kam jedoch in zwei Jahren nur in 26 Ligapartien zum Einsatz. 1981 stürmte Ahumada noch ein Jahr für Coquimbo Unido in seiner Heimatstadt, ehe er dort seine Laufbahn im Alter von 33 Jahren beendete.

### Nationalmannschaft
Zwischen 1973 und 1977 brachte es Sergio Ahumada auf insgesamt 26 Einsätze in der chilenischen Fußballnationalmannschaft. Dabei gelangen ihm sechs Torerfolge. Von Nationaltrainer Luis Álamos wurde er ins Aufgebot der Südamerikaner für die Weltmeisterschaft 1974 in Deutschland berufen. Ahumada kam bei dem Turnier in allen drei Spielen über die volle Spielzeit zum Einsatz und erzielte beim 1:1 gegen die DDR das einzige Turniertor der Chilenen. Die Mannschaft belegte mit zwei Unentschieden und einer Niederlage in der Gruppenphase Platz drei in Gruppe 1 hinter der Bundesrepublik Deutschland und der DDR sowie vor Australien und schied aus.

## Erfolge
- Chilenische Meisterschaft: 4×

1970 und 1972 mit Colo-Colo
1975 mit Unión Española
1976 mit Everton de Viña del Mar
- Finalteilnahme der Copa Libertadores: 2×

1973 mit Colo-Colo
1975 mit Unión Española